# Bublica
Bublica (en serbe cyrillique : Вублица) est un village de Serbie situé dans la municipalité de Prokuplje, district de Toplica. Au recensement de 2011, il comptait 134 habitants.

## Démographie
| 1948  | 1953  | 1961 | 1971 | 1981 | 1991 | 2002 | 2011 |
| ----- | ----- | ---- | ---- | ---- | ---- | ---- | ---- |
| 1 144 | 1 147 | 891  | 555  | 424  | 276  | 202  | 134  |

|  |